# فیلتر بالاگذر
فیلتر بالاگذر (به انگلیسی: High-pass filter) دستگاهی است که فرکانس‌های بالاتر از مقدار خاصی را می‌گذراند و فرکانس‌های پایین‌تر از آن را عبور نمی‌دهد (تضعیف می‌کند).
این نوع فیلترها به انواع متفاوتی ساخته می‌شوند و می‌توان به دسته RL و RC اشاره نمود.
در مدار آنالوگ فیلتر بالا گذر RC، بایستی به صورت سری در ابتدا خازن و سپس مقاومت را در مدار آنالوگ قرار دهیم، زیرا در صورتی که به صورت برعکس عمل کنیم و اول مقاومت قرار گیرد و سپس خازن، مدار فیلتر پایین گذر RC می‌شود.
از جمله مواردی که باید در فیلتر بالا گذرمحاسبه شوند:
1. اندازه
2. فاز

اندازه و فاز برای فیلتر دو مؤلفهٔ مهم محسوب می‌شوند. بایستی اندازه و فاز را به صورت فازوری و با استفاده از تابع تبدیل محاسبه نماییم.

### نحوه ی کار فیلتر بالا گذر

#### RL
مقاومت یا راکتانس سلف برابر {\displaystyle jLw} میباشد، همینطور ولتاژ خازن از {\displaystyle v=(jLw)i} به دست می آید. پس هنگامی که ولتاژ دو سر سلف را اندازه میگیریم، خواهیم دید که در فرکانس های پایین ولتاژ به صفر میل کرده و در فرکانس های بالا اختلاف ولتاژ بسیار بالایی خواهیم داشت. این فیلتر به اصطلاح (فرکانس)بالاگذر است، یعنی قادر خواهیم بود از دوسر سلف تنها در فرکانس های بالا ولتاژ قابل توجهی دریافت کنیم. نمودار ولتاژ سلف بر حسب فرکانس صعودی است.
میدانیم که اگر مدار سری باشد جمع ولتاژ سلف و مقاومت باید برابر با ولتاژ کل باشد، پس اگر در همین مدار ولتاژ دوسر مقاومت را اندازه بگیریم یک فیلتر پایین گذر خواهیم داشت.